# Geelbuikporseleinhoen
Het geelbuikporseleinhoen (Laterallus flaviventer synoniem: Porzana flaviventer en Hapalocrex flaviventer) is een vogel uit de familie van rallen (Rallidae). De auteurs van in 2019 gepubliceerde moleculair genetische studie aan de rallen hebben voorgesteld om de geelbuikporseleinhoen samen met onder andere de Inaccessible-eilandral (Atlantisia rogersi) op grond van overeenkomsten in het DNA in het geslacht Laterallus op te nemen.

## Verspreiding en leefgebied
Deze soort komt voor van de Caraïben en zuidelijk Mexico tot zuidoostelijk Zuid-Amerika en telt vijf ondersoorten:
- P. f. gossii: Cuba en Jamaica.
- P. f. hendersoni: Hispaniola en Puerto Rico.
- P. f. woodi: centraal Mexico tot noordwestelijk Costa Rica.
- P. f.bangsi: noordelijk Colombia.
- P. f. flaviventer: van Panama tot de Guiana's, zuidelijk door Brazilië tot noordelijk Argentinië.

## Status
De grootte van de populatie is in 2019 geschat op 7000 volwassen vogels. Op de Rode lijst van de IUCN heeft deze soort de status niet bedreigd.